# Pääkkönenite
La pääkkönenite è un minerale.